# Hilaira banini
Hilaira banini là một loài nhện trong họ Linyphiidae.
Loài này thuộc chi Hilaira. Hilaira banini được Yuri M. Marusik & Andrei V miêu tả năm 2003. Tanasevitch.